# Richard M. Upjohn

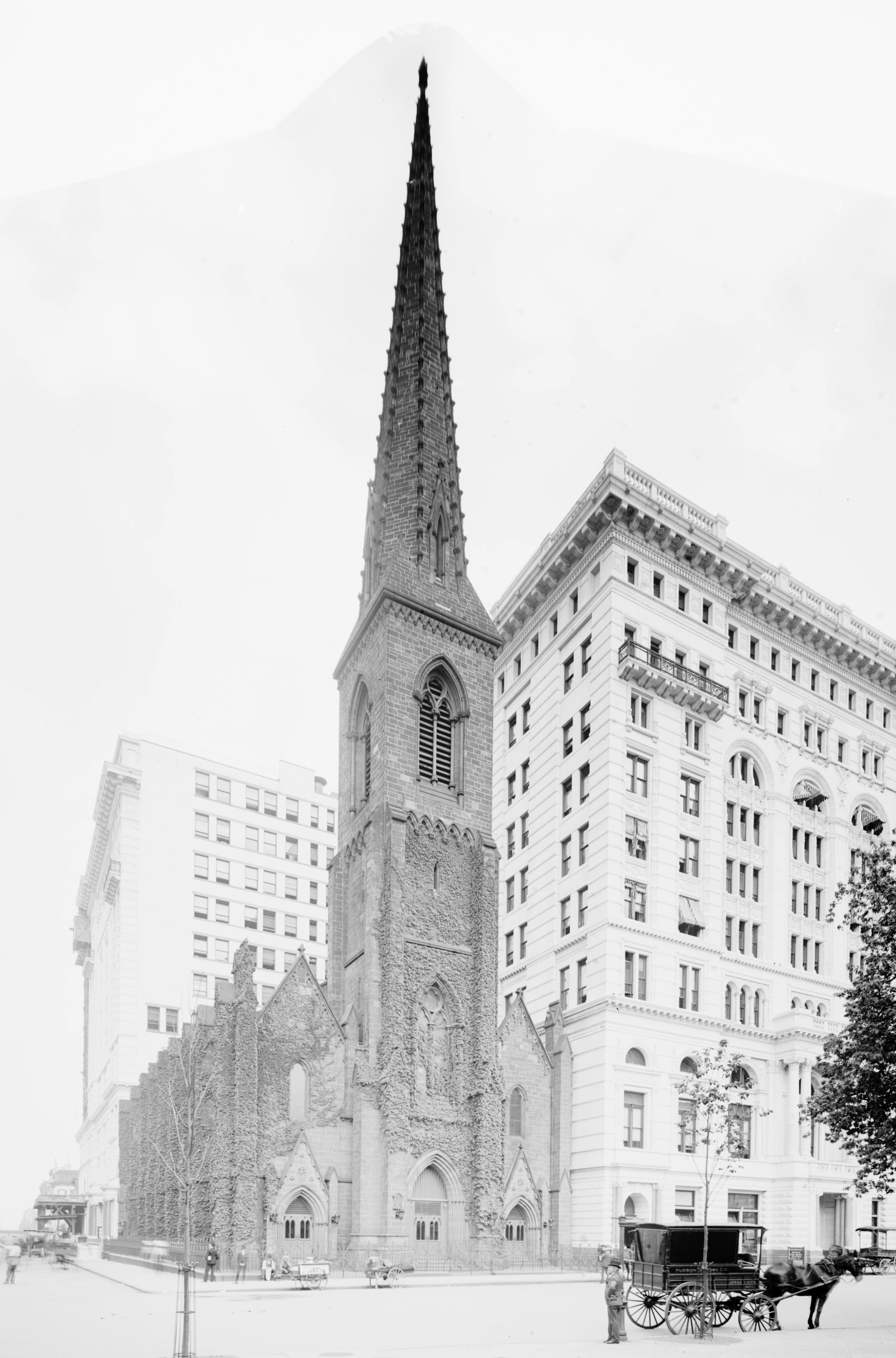
Église presbytérienne de Madison Square à New York (1853–54), la première réalisation de Upjohn seul.

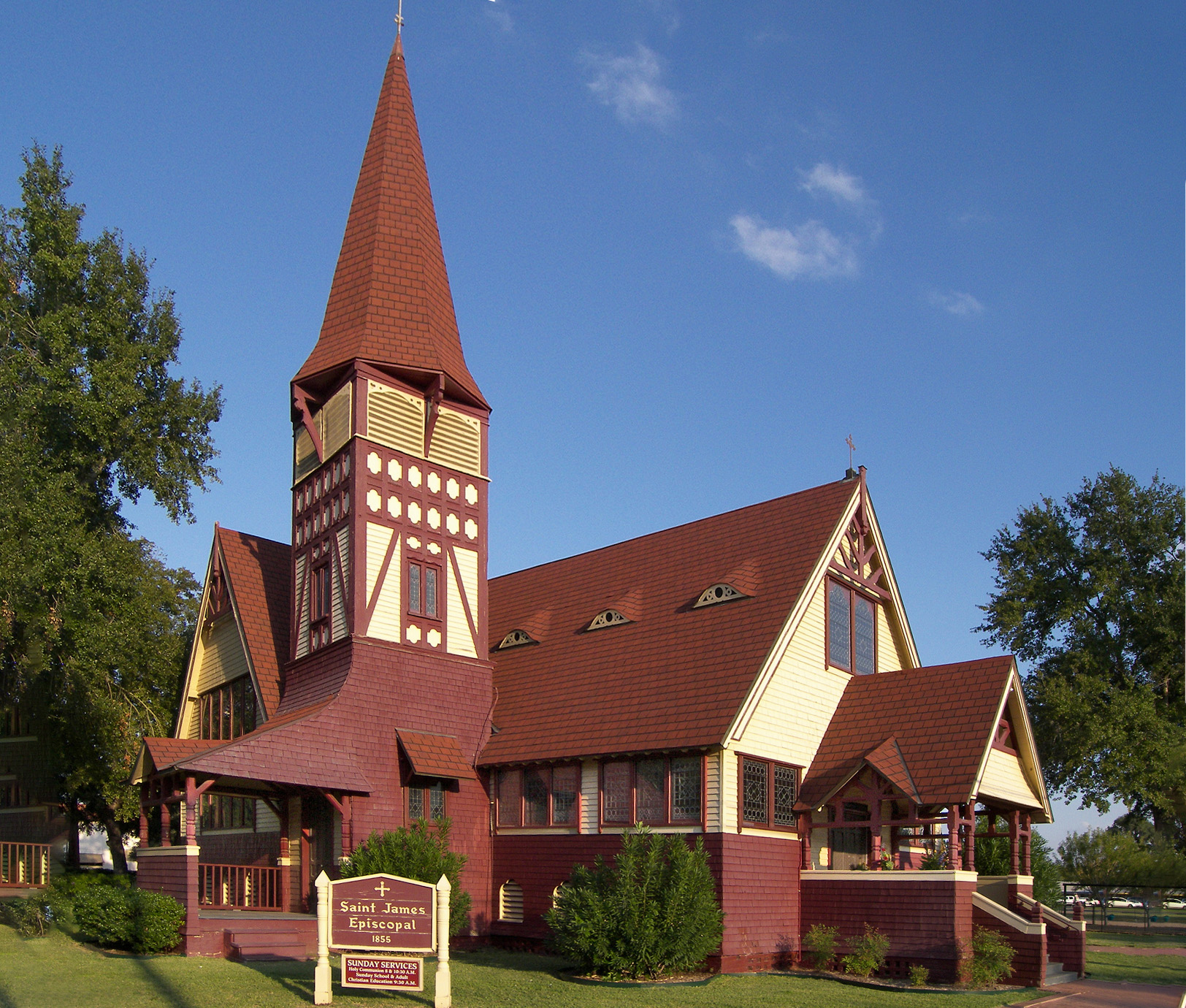
Église épiscopale Saint-Jacques (1855) à La Grange (Texas).

Richard Michell Upjohn est un architecte américain né le 7 mars 1828 à Shaftesbury (Angleterre) et mort le 3 mars 1903 à Brooklyn (New York). Il est le cofondateur puis le président de l'American Institute of Architects.

## Carrière
Upjohn naît le 7 mars 1828 à Shaftesbury dans le Dorset, dans le Sud de l'Angleterre. Il est le fils de l'architecte Richard Upjohn (1802–1878). Il émigre aux États-Unis avec sa famille en 1829 et rejoint le bureau d'architecte de son père à New York en 1853. D'après certains experts, la lien église presbytérienne de Madison Square (en), construite entre 1853 et 1854, est le premier édifice que Richard M. Upjohn a conçu seul.
Tout comme son père, Upjohn est réputé pour ses édifices de style néo-gothique. Plusieurs de ses bâtiments sont inscrits au Registre national des lieux historiques ; 4 ont le statut de National Historic Landmark.
Upjohn cofonde puis préside l'American Institute of Architects.
Plusieurs architectes notables se sont formés dans le bureau de Upjohn, dont Clarence True (en).

## Vie personnelle
Son fils, Hobart Upjohn, est ingénieur civil et architecte.
Richard M. Upjohn meurt le 3 mars 1903 à Brooklyn, à New York. Il est inhumé au cimetière de Green-Wood, dont il a dessiné les plans avec son père quelques années auparavant.

## Travaux (liste non exhaustive)
- Église presbytérienne de Madison Square à New York (1853–54), à Madison Avenue et 24e rue à New York, démolie puis remplacée par église presbytérienne de Madison Square à New York de Stanford White (1906)
- Église épiscopale Saint-Jacques (1855) à La Grange (Texas), NRHP
- Église Saint-Luc (1857) à Clermont (New York), NRHP
- Église du Christ (Bronx) (1866) à Riverdale (New York), NRHP
- Église épiscopale Saint-Alban (1865) à Staten Island (New York), NRHP
- Church of the Covenant (1865–67) à Boston (Massachusetts)
- Église Saint-Paul de Carroll Gardens (1866) à Brooklyn (New York), NRHP
- Église épiscopale protestante (1869) à Stamford (Connecticut), NRHP
- Église de la Trinité (1871) à Thomaston (Connecticut), NRHP
- First National Bank (1871) à Salt Lake City (Utah), NRHP
- Capitole de l'État du Connecticut (1871-1878) à Hartford, un National Historic Landmark
- Église épiscopale Saint-André (1873) à Rochester (New York), NRHP
- Fay Club (1883) à Fitchburg (Massachusetts), NRHP
- Église de Saint-Joseph-d'Arimathie (1883) à Greenburgh (New York), NRHP
- Église épiscopale Saint-Marc (1886) à Augusta (Maine), NRHP
- Église épiscopale Saint-George (1887) à Brooklyn (New York), NRHP
- Église épiscopale Saint-Pierre (1891) à Peekskill (New York), NRHP
- Église de Saint-Jean-Du-Désert (Church of St. John in the Wilderness, 1852) à Copake Falls (New York), NRHP

avec Richard Upjohn
- Église Saint-Jean Chrysotome (1851) à Delafield (Wisconsin), NRHP
- Église épiscopale Saint-Pierre à Albany (New York), un National Historic Landmark
- Église épiscopale de la Trinité-Saint-Paul (1862–63) à New Rochelle, NRHP
- All Saint's Memorial Church (1864) à Navesink (New Jersey), un National Historic Landmark
- Église Saint-Thomas de New York (1865–70), détruite par un incendie en 1905
- Cimetière Green-Wood (1860s) à Brooklyn (New York), un National Historic Landmark
- Edwin A. Stevens Hall (1871) à Hoboken, NRHP
- Église épiscopale Saint-Paul (1871–75) à Selma (Alabama), NRHP